# Léiothrix jaune
Leiothrix lutea
Espèce
Synonymes
- Sylvia lutea Scopoli, 1786 protonyme
- Mesia calipyga (Hodgson, 1837)

Statut de conservation UICN

 LC  : Préoccupation mineure
Statut CITES
Le Léiothrix jaune (Leiothrix lutea), plus connu sous le nom erroné de Rossignol du Japon, est une espèce d'oiseaux de la famille des Leiothrichidae d'origine asiatique.

## Morphologie
Le Léiothrix jaune mesure 15 cm. Il a la poitrine jaune-orange et le bec rouge.

## Comportement
Le léoithrix jaune est un oiseau grégaire assez loquace. On le voit généralement en couples ou en groupes de quatre à six individus.
Ils viennent en couple. Le mâle mange en premier pendant que la femelle fait le guet, puis les rôles s'inversent.

## Régime alimentaire
L'oiseau est granivore, frugivore et insectivore.

## Aire de répartition et habitat
Son aire de répartition s'étend à travers l'Himalaya et la Chine du Sud et régions limitrophes avoisinantes d'Indochine.
Il a été introduit au XIXe siècle dans l'archipel d'Hawaï en s'échappant de volières. Il a également été introduit au Japon, à La Réunion, en Italie et en Espagne (Catalogne).

### En France
Le Léiothrix jaune est en expansion en France, mais ne semble pas présenter de menace pour les espèces locales.
Les effectifs ont été estimés à 1 000 couples, mais pourraient atteindre les 5 000 individus.
Depuis 2001, une population allochtone a été découverte dans les Pyrénées-Atlantiques, où il s'est établi le long du gave de Pau. 
Un groupe a été identifié en septembre 2024 au bord du lac de Gabas (64). 
Une famille a été identifiée en 2020 dans l'est des Landes. Un couple non bagué a été identifié dans une forêt des Yvelines (chênes/châtaigniers) en 2022 et 2023. Plusieurs dizaines de couples sont par ailleurs présents dans la forêt domaniale de Montmorency dans le Val-d'Oise.  
Une colonie est présente depuis 2021 dans le massif de l'Arize en Ariège. 
Il est aussi présent dans l'arrière-pays niçois 
Il aime les bambous et les broussailles. 
Un couple a été identifié mort à Mouguerre (64) le 11 avril 2025. 

## Systématique
L'espèce a été décrite par le médecin et naturaliste italien Giovanni Antonio Scopoli en 1786, sous le nom initial de Sylvia lutea.

### Nom vernaculaire
Léiothrix jaune, Rossignol du Japon, cette appellation est erronée, l'espèce n'est pas originaire du Japon mais de la Chine.

### Galerie

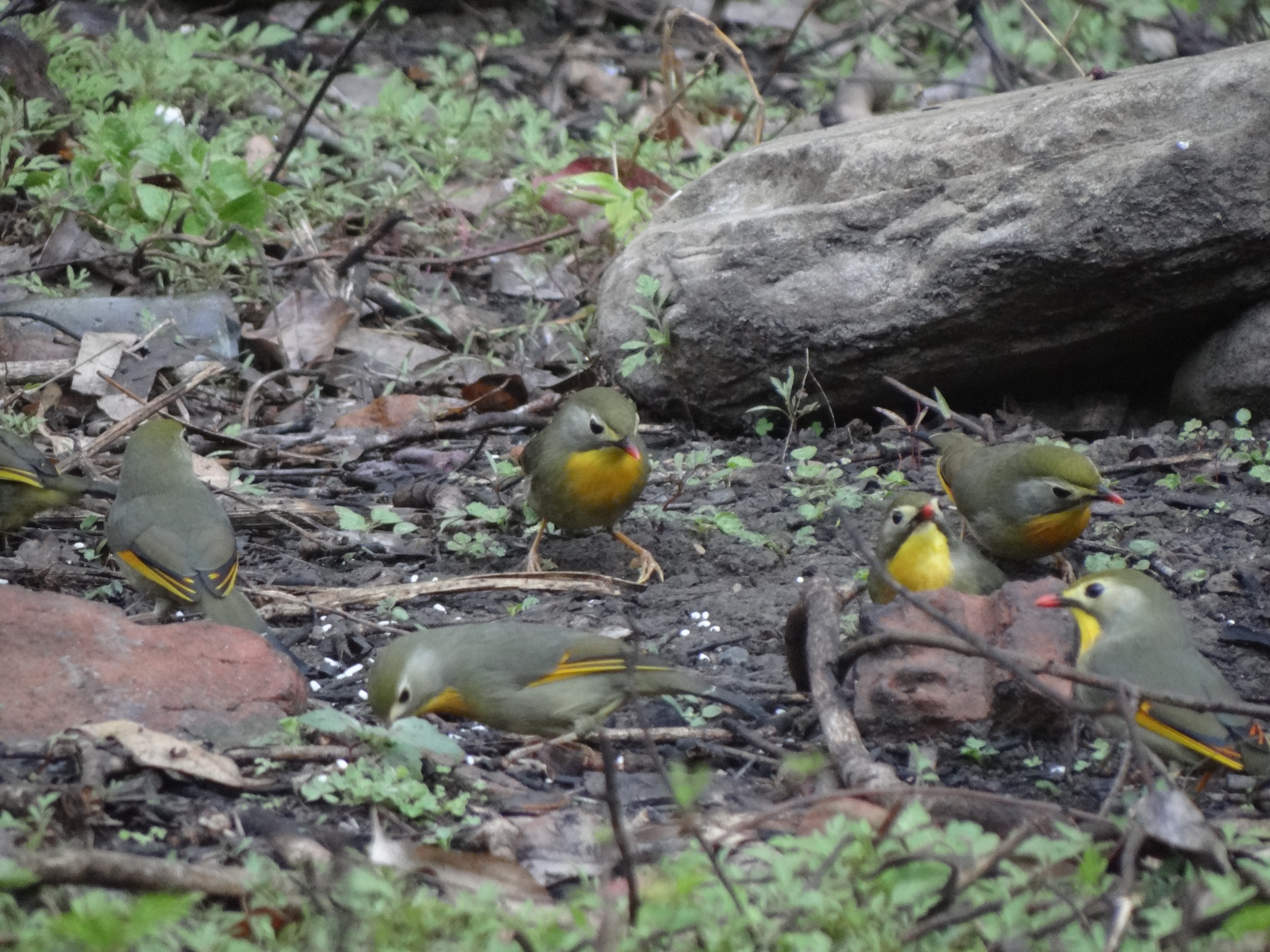
Groupe de "rossignols du Japon" en Uttarakhand, Inde.
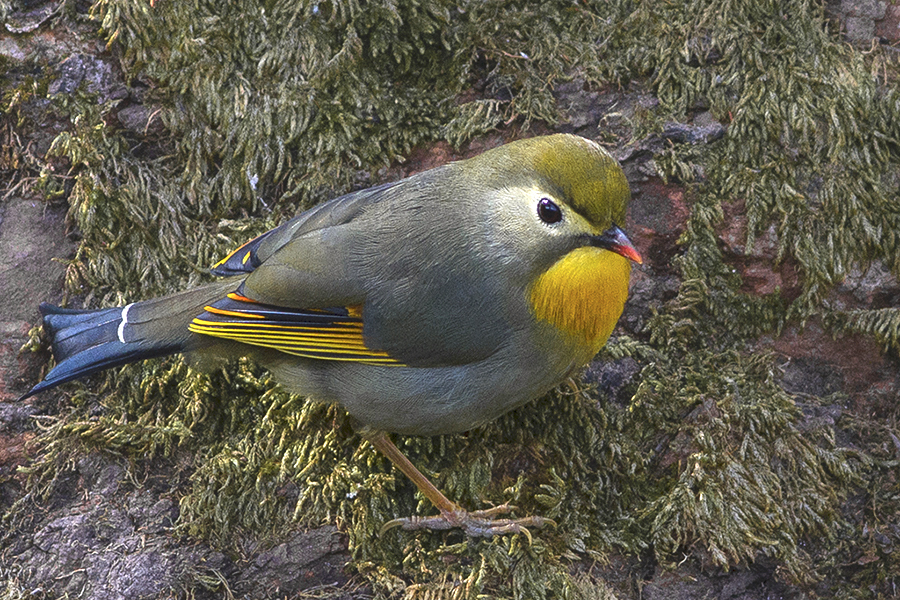
Léiothrix jaune, Inde.
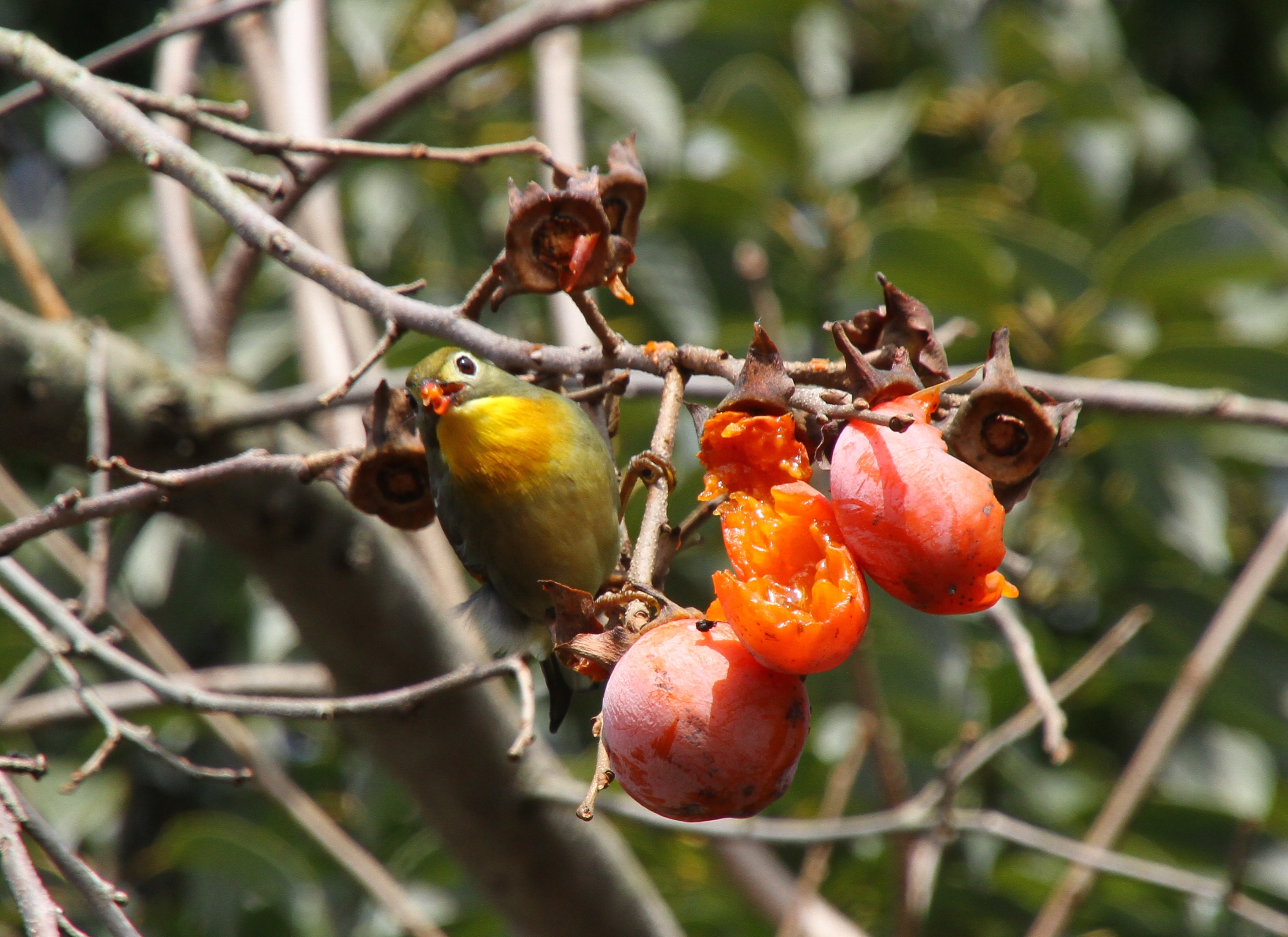
Un rossignol du Japon dégustant un kaki.
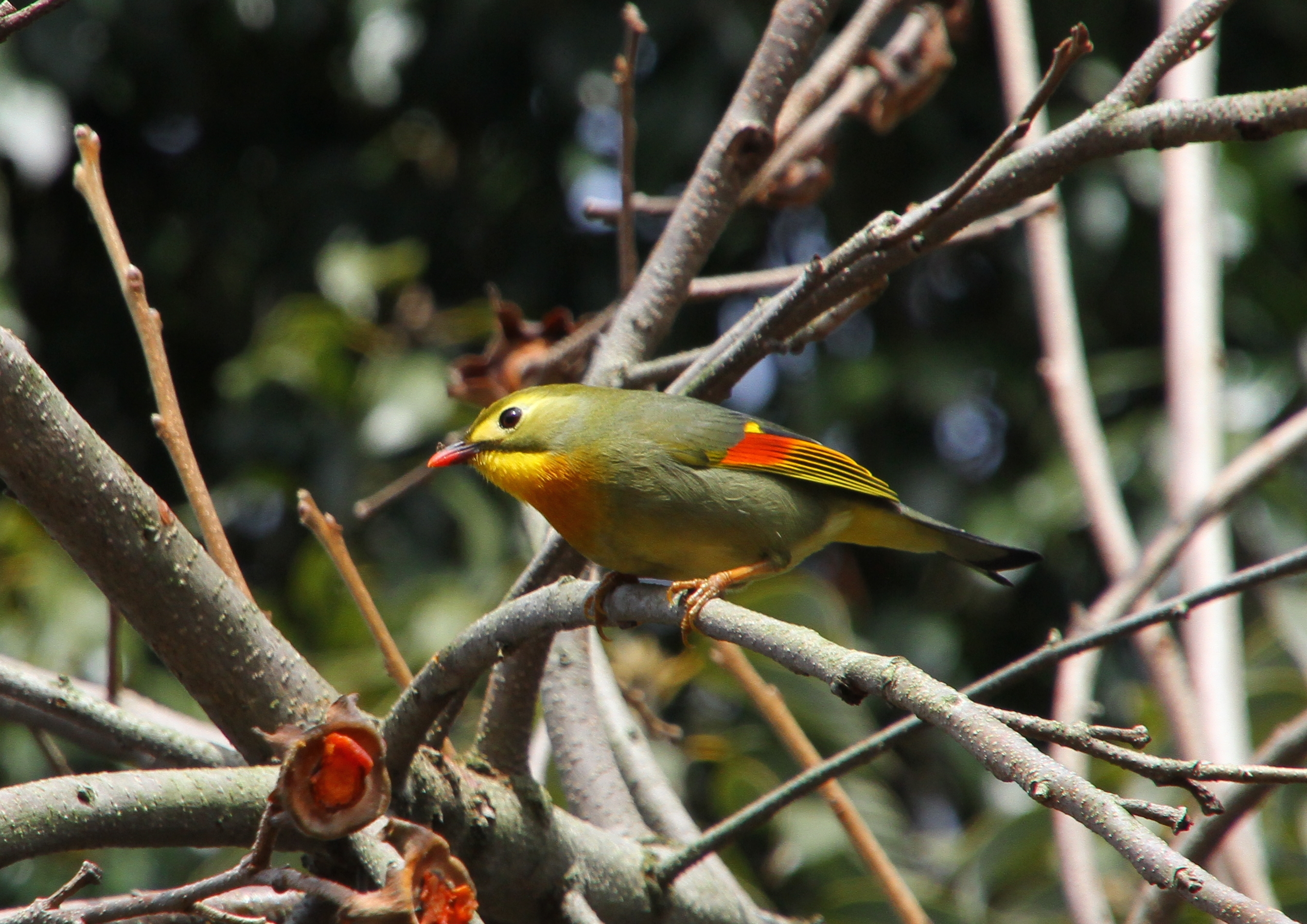
Rossignol du Japon à Kyōto.
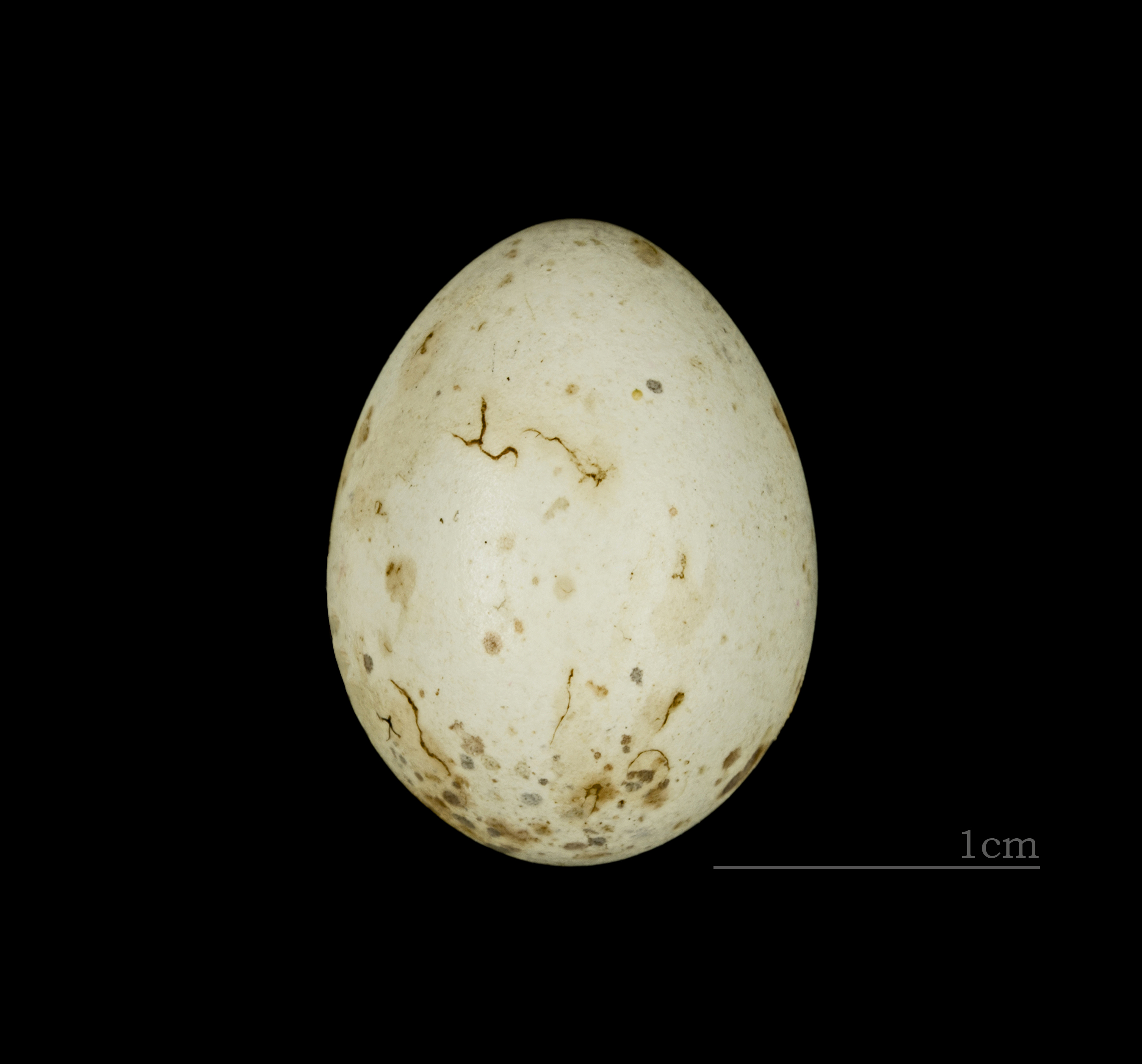
Œufs de Leiothrix lutea calipyga Muséum de Toulouse.

### Sous-espèces
D'après le Congrès ornithologique international, cette espèce est constituée des cinq sous-espèces suivantes :
- Leiothrix lutea kumaiensis  Whistler, 1943 ;
- Leiothrix lutea calipyga  (Hodgson, 1837) ;
- Leiothrix lutea yunnanensis  Rothschild, 1921 ;
- Leiothrix lutea kwangtungensis  Stresemann, 1923 ;
- Leiothrix lutea lutea  (Scopoli, 1786).